# エアプレミア
エアプレミア (韓: 에어프레미아, 英: Air Premia)は、韓国のハイブリッド航空会社である。北米など、長距離国際線を主に運航する。

## 歴史

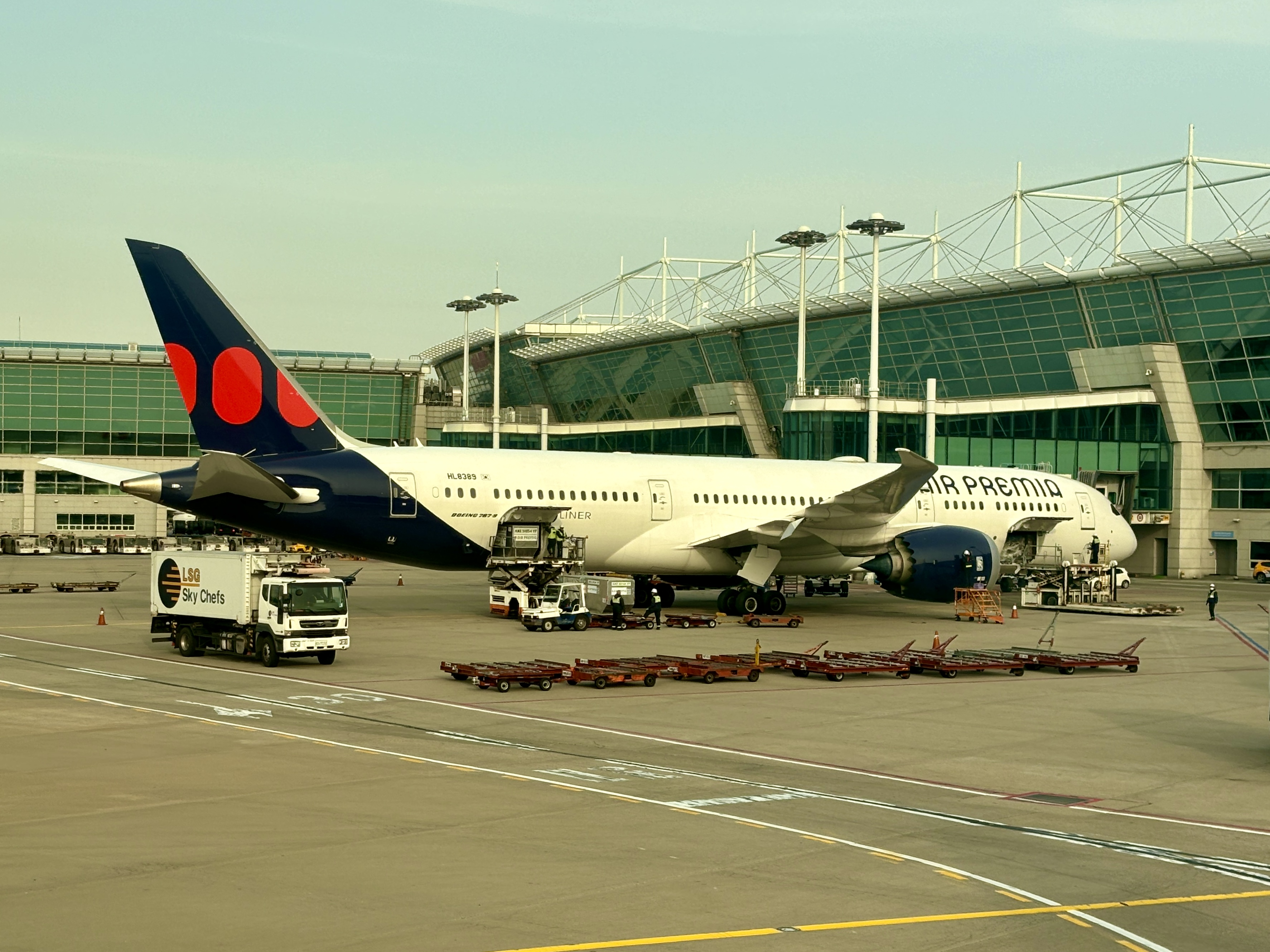
仁川国際空港に駐機されている、エアプレミアのボーイング 787-9

2017年7月27日に、チェジュ航空の会長だったキム・ジョンチュルによって設立された。
2019年4月、エアリースコーポレーションよりボーイング 787-9型機3機のリース契約を結び、また、ボーイングと同機種を5機を購入することで合意した。
当初はアジア地域内の路線に就航する予定であったが、アメリカ合衆国への就航も視野に入れており、2021年にアメリカ合衆国とオーストラリアへの路線に就航する計画とした。
2021年4月、最初のボーイング 787-9型機を受領、2024年までに同型機を10機まで増やす計画である。
2021年8月11日、ソウルと済州の間で運航を開始した。2021年10月30日、国際路線就航に向けて、国内路線を運休した。

## 就航地
| 国             | 都市             | 空港                          | 注記         | 脚注          |
| -------------- | ---------------- | ----------------------------- | ------------ | ------------- |
| トルコ         | アンカラ         | エセンボーア国際空港          | 不定期路線   |               |
| 韓国           | ソウル           | 仁川国際空港                  | 運行拠点     | [ 7 ]         |
| シンガポール   | シンガポール     | チャンギ国際空港              | 旅客、貨物   | 一時休止中    |
| アメリカ合衆国 | ロサンゼルス     | ロサンゼルス国際空港          | 旅客         | [ 9 ]         |
| アメリカ合衆国 | ニューアーク     | ニューアーク国際空港          | 旅客         |               |
| アメリカ合衆国 | ホノルル         | ダニエル・K・イノウエ国際空港 | 旅客         | [ 10 ]        |
| ドイツ         | フランクフルト   | フランクフルト空港            | 旅客         |               |
| ベトナム       | ホーチミンシティ | タンソンニャット国際空港      | 旅客、貨物   | [ 11 ] [ 12 ] |
| 日本           | 東京             | 成田国際空港                  | 旅客         | [ 13 ] [ 14 ] |
| ノルウェー     | オスロ           | オスロ国際空港                | チャーター便 |               |

## 日本との関係

### 日本への運航便
| 便名      | 路線        | 路線      | 機材            |
| --------- | ----------- | --------- | --------------- |
| YP731/732 | ソウル/仁川 | 東京/成田 | ボーイング787-9 |

成田国際空港では、第2ターミナルを使用している。

### 日本との歴史
- 2022年11月8日、日本の国土交通省から外国人国際航空運送事業の経営許可を取得。
- 2022年12月23日より、ソウル/仁川-東京/成田線を週4便で運航開始[14]。

## 運航機材
2025年4月現在、エアプレミアは下記の機材で運航している。
| 機種            | 運行中 | 発注 | 座席 | 座席 | 座席 | 座席   | 脚注 |
| 機種            | 運行中 | 発注 | Y+   | Y    | 合計 | 脚注   | 脚注 |
| --------------- | ------ | ---- | ---- | ---- | ---- | ------ | ---- |
| ボーイング787-9 | 7      | 2    | 56   | 253  | 309  | [ 21 ] |      |
| 合計            | 7      | 2    |      |      |      |        |      |

## サービス
格安航空会社とは異なり、預け手荷物は原則的に無償であるほか、座席クラスによって有償、無償のサービスがある。
Premia 42
- 座席の前後幅は42インチ(106cm)
- 機内食、アルコール類は無償で提供
- 優先チェックイン

Economy 35
- 座席の前後幅は最大35インチ(89cm)
- 機内食は無償で提供（4時間以下の短距離路線を除く）、アルコール類は有償。
- 座席指定は有償[24]